# Осман-бей аль-Каздаглі
Осман-бей аль-Каздаглі (*д/н — 1736) — 5-й голова мамлюцького бейлікату в Єгипетському еялеті Османської імперії в 1730—1736 роках. Відомий також як Усман-катхюда. Заклав основи правління клану аль-Каздаглі.

## Життєпис
Походив з Абхазії. Став мамлюком Гасан-бея, очільника клану (бейту) мамлюків аль-Каздаглі. Останній успадкував від свого пана Мустафи-аги посаду катхюди (заступника аги) яничарського оджаку.
1711 року брав участь у складі загонів аль-Каздаглі під час протистоянні кланів аль-Касимійя і аль-Факарія на боці перших. Десь до кінця 1710-х років після смерті Гасан-бея успадкував його посаду катхюди яничарів та голови клану аль-Казгидія, відсторонивши сина Гасан-бея — Абд ар-Рахмана. Водночас мусив протистояти Сулейман-бею, що відколовся раніше від аль-Каздаглі й був союзником клану аль-Джалфія. Фактично завершив поєднання мамлюками традиційних посад і посад в оджакі.
Маневрував між кланами Касимія і Факарія. 1720 року надав допомогу Ісмаїл-бею, голови клану Касимія. 1724 року призначений сердаром Джидди. 1726 року з загоном у 1,5 тис. вояків допоміг Зу'ль-Факар-бею повалити шейх аль-балада Мухаммад Черкес-бея з клану аль-Касимія. 1728 року встановив повний контроль над оджаком (корпусом) яничарів.
У 1730 році після загибелі Зу'ль-Факар-бея став фактичним очільником мамлюцького бейлікату. Цьому сприяла смерть Мухаммад Черкес-бея на початку 1731 року. Водночас, розуміючи необхідність ширшої підтримки, надав посаду шейх аль-балади Мухаммад-бею Катамишу з клану аль-Факарія. Іншим союзником став Юсуф-бей, катхюда оджаку абазів. Втім першість належала саме Осман-бею.
У 1736 року внаслідок змови, організованої бейлербеєм Абу Бакр-пашею, вбито Осман-бея разом з Мухаммад-беєм і Юсуф-беєм. Владу в бейлікаті перебрав Сулейман-бей аль-Каздаглі.